# Connie Price-Smith

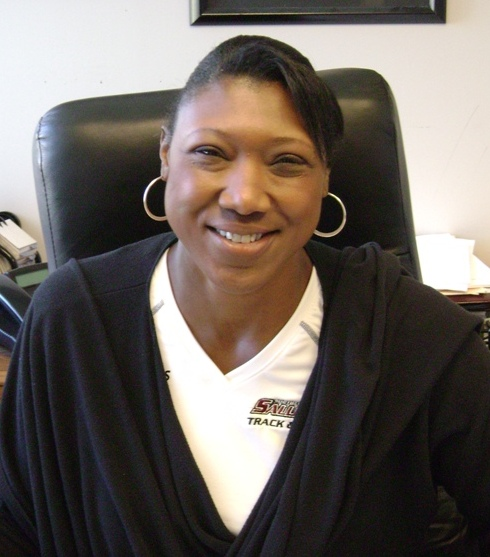
Connie Price-Smith

Constance Marie „Connie“ Price-Smith (geb. Price; * 3. Juni 1962 in Saint Charles, Missouri) ist eine ehemalige US-amerikanische Kugelstoßerin und Diskuswerferin. Während ihrer aktiven Zeit an der Southern Illinois University Carbondale hatte sie ein Stipendium für Basketball und begann erst im letzten College-Jahr mit den leichtathletischen Würfen. Sie schloss das Studium mit einem Bachelor in Sportwissenschaft ab.

## Sportliche Karriere

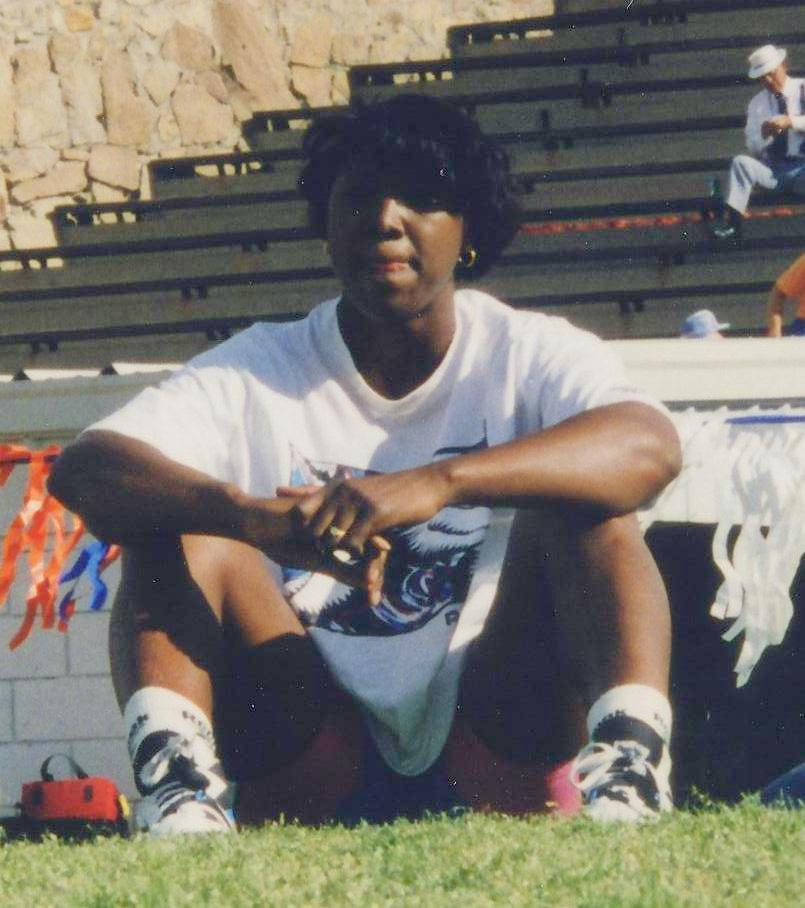
Connie Price-Smith (1994)

1987 gewann sie im Diskuswurf Bronze bei den Panamerikanischen Spielen in Indianapolis; bei den Leichtathletik-Weltmeisterschaften in Rom im selben Jahr blieb sie im Finale ohne gültigen Versuch.
Bei den Olympischen Spielen 1988 in Seoul schied sie sowohl im Kugelstoßen als auch im Diskuswurf in der Qualifikation aus.
1989 wurde sie bei den Hallenweltmeisterschaften in Budapest Zehnte im Kugelstoßen und beim Leichtathletik-Weltcup in Barcelona Siebte im Diskuswurf. 1991 wurde sie im Kugelstoßen bei den Hallenweltmeisterschaften in Sevilla Siebte, gewann Silber bei den Panamerikanischen Spielen in Havanna und wurde Elfte bei den Weltmeisterschaften in Tokio.
Im Jahr darauf kam sie bei den Olympischen Spielen 1992 im Diskuswurf nicht über die erste Runde hinaus. Beim Leichtathletik-Weltcup in Havanna wurde sie Vierte im Kugelstoßen und Siebte im Diskuswurf.
1993 wurde sie bei den Hallenweltmeisterschaften in Toronto Neunte im Kugelstoßen, scheiterte aber bei den Weltmeisterschaften in Stuttgart in beiden Disziplinen in der Qualifikation. Beim Leichtathletik-Weltcup 1994 wurde sie Sechste im Diskuswurf.
In der Folgezeit beschränkte sie sich wegen Knieproblemen auf das Kugelstoßen. 1995 gewann sie Silber bei den Hallenweltmeisterschaften in Barcelona, siegte bei den Panamerikanischen Spielen in Mar del Plata und wurde Neunte bei den Weltmeisterschaften in Göteborg.
Bei den Olympischen Spielen 1996 in Atlanta kam sie auf den fünften Platz.
1997 wurde sie Sechste bei den Hallenweltmeisterschaften in Paris und Fünfte bei den Weltmeisterschaften in Athen. Im darauffolgenden Jahr wurde sie Dritte beim Leichtathletik-Weltcup 1998 in Johannesburg. 1999 wurde sie Vierte bei den Hallenweltmeisterschaften in Maebashi, verteidigte ihren Titel bei den Panamerikanischen Spielen in Winnipeg und wurde Elfte bei den Weltmeisterschaften in Sevilla.
Bei den Olympischen Spielen 2000 in Sydney schied sie in der Qualifikation aus. 2001 wurde sie Zehnte bei den Hallenweltmeisterschaften in Lissabon.
Elfmal wurde sie US-Meisterin im Kugelstoßen (1988, 1990, 1992–2000) und sechsmal im Diskuswurf (1987, 1989, 1990, 1992–1994). Siebenmal holte sie den US-Hallentitel im Kugelstoßen (1991–1993, 1996, 1998, 2000, 2001). Insgesamt (mit Halle und Mannschaft) gewann sie 25 amerikanische Meisterschaften.

### Persönliche Bestleistungen
- Kugelstoßen: 19,60 m, 18. Juni 1994, Knoxville
  - Halle: 19,12 m, 11. März 1995, Barcelona
- Diskuswurf: 64,82 m, 25. Juni 1987, San José

## Nach der aktiven Karriere
Nach der aktiven Karriere wurde sie Leichtathletiktrainerin der Southern Illinois University Carbondale, das sich unter ihrer Leitung erheblich verbesserte. Sie wurde auch Trainerassistentin der amerikanischen Nationalmannschaft mit Zuständigkeit für die Würfe der Frauen. In dieser Eigenschaft war sie seit 2004 bei allen Olympischen Spielen, Leichtathletik-Weltmeisterschaften und den Panamerikanischen Spielen. Seit 2015 ist sie die Leichtathletiktrainerin der University of Mississippi.
2016 wurde sie in die National Track and Field Hall of Fame gewählt. Derzeit ist sie Cheftrainerin für Leichtathletik an ihrer Alma Mater, der Southern Illinois University Carbondale.